# Михня III
Михня III (рум. Mihnea al III-lea) (ум. 5 апреля 1660) — господарь Валахии (1658—1659), сын валашского господаря Раду Михни. Последний представитель династии Басарабов.
В марте 1658 года турецкий султан, отстранивший от власти валашского господаря Константина Щербана, назначил Михню III новым господарем Валахии.
Поднял вооруженную борьбу против Османской империи, стремясь избавиться от турецкого владычества. Подражая прежнему валашскому господарю Михаю Витязулу (Храброму), Михня сменил своё имя на Михай. Валашское боярство, стремившееся к миру с Портой, не поддержало своего господаря. 4 октября 1659 года Михня заключил в замке Бран договор с союзе с трансильванским князем Дьёрдем II Ракоци, направленный против Порты.
20 октября 1659 года валашский господарь Михня III начал военные действия против турецких пашей Джурджу, Брэилы и Турну, затем переправился через Дунай. Захватил турецкие крепости Джурджу и Брэилу. 23 ноября 1659 года разгромил турецкую армию в битве при Фрэцешти, но в декабре того же года потерпел поражение в новом сражении от турецко-татарских войск. Вынужден был бежать из Валахии в Трансильванию, где скончался в городе Сату-Маре 5 апреля 1660 года.